# Aeroporto Internacional de Palm Beach
O Aeroporto Internacional de Palm Beach (em inglês:  Palm Beach International Airport) (IATA: PBI, ICAO: KPBI, FAA: PBI) é um aeroporto público localizado a 5 quilômetros (3 milhas) à oeste de West Palm Beach, Flórida, Estados Unidos. O aeroporto é operado e mantido pelo Department of Airports (Departamento de Aeroportos) do condado de Palm Beach. Cobre uma área de 2.120 acres e possui três pistas de pouso e decolagem. Iniciou suas operações em 1936, como Aeródromo Morrison. Recebeu esse nome em honra ao Miss Grace K. Morrison, que participou do planejamento e organização do aeródromo.

## Linhas aéreas e destinos

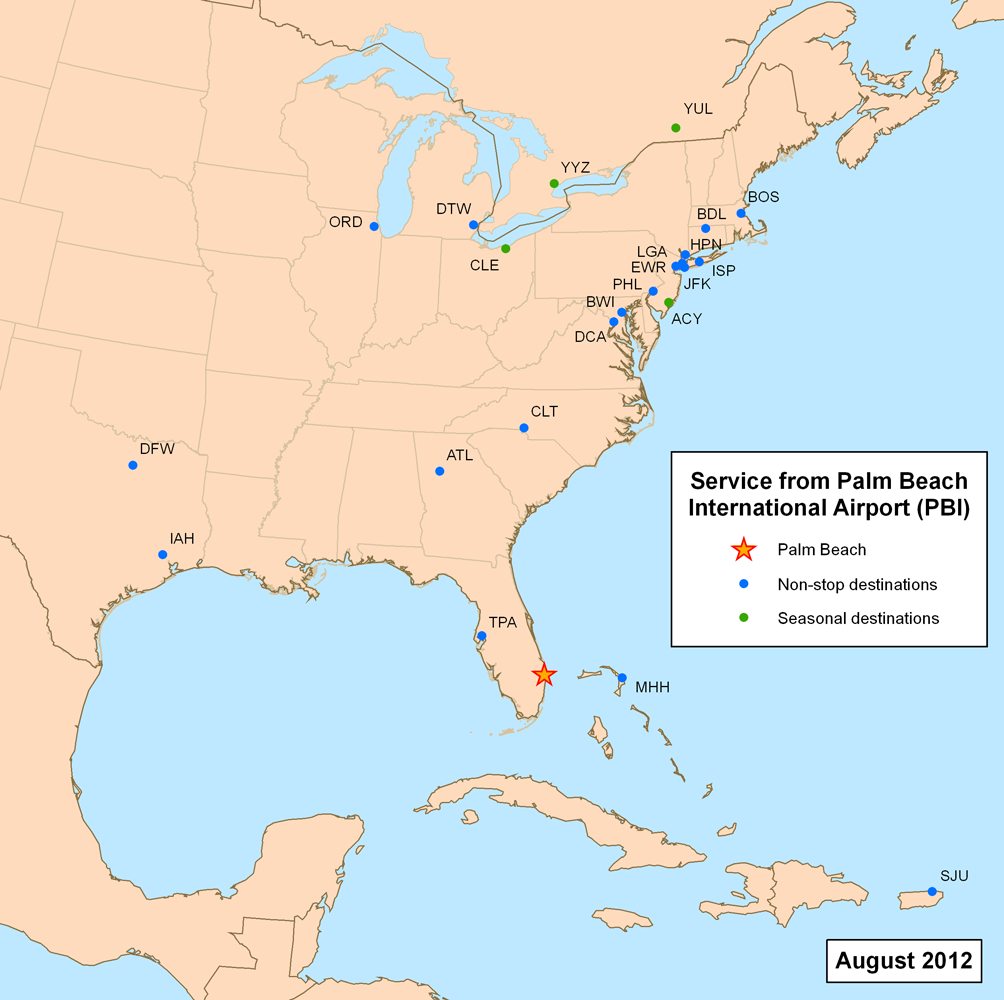
Destinos diretos do aeroporto

O aeroporto possui três pátios:

### Pátio A
- Continental Airlines
  -  Continental Connection, operado pela Gulfstream International Airlines (Freeport, Jacksonville, Marsh Harbour, Nassau, Tallahassee, Tampa)
- Bahamasair (Nassau)

### Pátio B
- Continental Airlines (Cleveland, Houston-Intercontinental, Newark)
  -  Continental Express, operado pela ExpressJet Airlines (Cleveland, Houston-Intercontinental)
- JetBlue Airways (Boston, Nova Iorque-JFK, Nova Iorque-LaGuardia, Newark, Newburgh [sazonal], White Plains)
- Northwest Airlines (Detroit)
- Southwest Airlines (Baltimore/Washington, Long Island/Islip, Filadélfia, Tampa)
- US Airways (Charlotte, Las Vegas, Filadélfia, Pittsburgh, Washington-Reagan)
- WestJet (Toronto-Pearson)

### Pátio C
- Air Canada (Toronto-Pearson) [sazonal]
- AirTran Airways (Atlanta, Baltimore/Washington [sazonal], Chicago-Midway [sazonal], Indianápolis, White Plains)
- American Airlines (Chicago-O'Hare [sazonal], Dallas/Ft. Worth, Nova Iorque-LaGuardia)
- Delta Air Lines (Atlanta, Boston, Hartford, Nova Iorque-JFK, Nova Ioruqe-LaGuardia)
  -  Delta Connection, operado pela Comair (Cincinnati/Northern Kentucky)
- Spirit Airlines (Atlantic City [sazonal], Detroit)
- United Airlines (Chicago-O'Hare, Washington-Dulles)